# Adrien Théaux
 Adrien Théaux (Tarbes, 18 september 1984) is een Frans alpineskiër. Hij vertegenwoordigde zijn vaderland op de Olympische Winterspelen 2010 in Vancouver, op de Olympische Winterspelen 2014 in Sotsji en op de Olympische Winterspelen 2018 in Pyeongchang.

## Carrière
Théaux maakte zijn wereldbekerdebuut in februari 2004 in Kranjska Gora. In december 2005 scoorde de Fransman in Val d'Isère zijn eerste wereldbekerpunten. Op de wereldkampioenschappen alpineskiën 2007 in Åre eindigde hij als 23e op de supercombinatie en als 26e op de Super G. In november 2007 behaalde Théaux in Lake Louise zijn eerste toptienklassering in een wereldbekerwedstrijd. In Val d'Isère nam de Fransman deel aan de wereldkampioenschappen alpineskiën 2009. Op dit toernooi eindigde hij als vijfde op de afdaling en als 21e op de Super G, op de supercombinatie bereikte hij de finish niet. Tijdens de Olympische Winterspelen van 2010 in Vancouver eindigde hij als twaalfde op de supercombinatie, als dertiende op de Super G en als zestiende op de afdaling.
Op 4 december 2010 behaalde Théaux een eerste podiumplaats in een wereldbekerwedstrijd. Op de wereldkampioenschappen alpineskiën 2011 in Garmisch-Partenkirchen eindigde de Fransman als tiende op de Super G, op de afdaling wist hij niet te finishen. Op 16 maart 2011 boekte hij zijn eerste wereldbekerzege in Lenzerheide. In Schladming nam Théaux deel aan de wereldkampioenschappen alpineskiën 2013. Op dit toernooi eindigde hij als negende op de Super G en als tiende op de afdaling, daarnaast bereikte hij de finish niet op de supercombinatie. Tijdens de Olympische Winterspelen van 2014 in Sotsji eindigde de Fransman als elfde op de Super G, als zeventiende op de supercombinatie en als achttiende op de afdaling. 
Op de wereldkampioenschappen alpineskiën 2015 in Beaver Creek behaalde hij de bronzen medaille op de Super G en eindigde hij als achtste in de afdaling. In Sankt Moritz nam Theáux deel aan de wereldkampioenschappen alpineskiën 2017. Op dit toernooi eindigde hij als negende op de alpine combinatie, als zestiende op de Super G en als 27e op de afdaling. Tijdens de Olympische Winterspelen van 2018 in Pyeongchang eindigde de Fransman als vijftiende op de Super G en als 27e op de afdaling.

## Resultaten

### Titels
Frans kampioen super G – 2007, 2009, 2010
Frans kampioen afdaling - 2010

### Olympische Spelen
| Jaar | Plaats      | Resultaten                                   |
| ---- | ----------- | -------------------------------------------- |
| 2010 | Vancouver   | 12e Supercombinatie 13e Super G 16e Afdaling |
| 2014 | Sotsji      | 11e Super G 17e Supercombinatie 18e Afdaling |
| 2018 | Pyeongchang | 26e Afdaling 15e Super G                     |

### Wereldkampioenschappen
| Jaar | Plaats                 | Resultaten                                    |
| ---- | ---------------------- | --------------------------------------------- |
| 2007 | Åre                    | 23e Supercombinatie 26e Super-G               |
| 2009 | Val d'Isère            | 5e Afdaling 21e Super-G DNF2 Supercombinatie  |
| 2011 | Garmisch-Partenkirchen | 10e Super-G DNF1 Afdaling                     |
| 2013 | Schladming             | 9e Super G 10e Afdaling DNF2 Supercombinatie  |
| 2015 | Beaver Creek           | Super G · 8e Afdaling                         |
| 2017 | Sankt Moritz           | 9e Alpine combinatie 16e Super G 27e Afdaling |
| 2019 | Åre                    | 5e Super G 15e Afdaling                       |

### Wereldbeker
Eindklasseringen
| Seizoen   | Algm | AD  | RS  | SG  | SC  |
| --------- | ---- | --- | --- | --- | --- |
| 2005/2006 | 115e | -   | -   | -   | 31e |
| 2006/2007 | 98e  | -   | -   | 42e | 27e |
| 2007/2008 | 61e  | 27e | -   | 43e | 26e |
| 2008/2009 | 44e  | 18e | -   | 33e | 27e |
| 2009/2010 | 28e  | 27e | 41e | 16e | 19e |
| 2010/2011 | 12e  | 6e  | 51e | 10e | 15e |
| 2011/2012 | 14e  | 11e | -   | 9e  | 8e  |
| 2012/2013 | 15e  | 7e  | –   | 5e  | 18e |
| 2013/2014 | 16e  | 10e | –   | 16e | 13e |
| 2014/2015 | 22e  | 18e | -   | 7e  | 22e |
| 2015/2016 | 11e  | 7e  | -   | 7e  | 6e  |
| 2016/2017 | 22e  | 9e  | -   | 17e | -   |
| 2017/2018 | 18e  | 9e  | -   | 10e | -   |
| 2018/2019 | 32e  | 18e | -   | 15e | -   |
| 2019/2020 | 47e  | 19e | -   | 21e | -   |

Wereldbekerzeges
| Datum            | Plaats                     | Onderdeel |
| ---------------- | -------------------------- | --------- |
| 16 maart 2011    | Lenzerheide                | Afdaling  |
| 2 maart 2013     | Kvitfjell                  | Afdaling  |
| 29 december 2015 | Santa Caterina di Valfurva | Afdaling  |